# Landgoed Gelders Hof

Het Landgoed Geldersch Hof, de Villa Geldersch Hof of kortweg het Geldersch Hof (moderne spelling; Gelders Hof) is een 19-eeuwse villa aan de Postweg in het oosten van de Nederlandse stad Nijmegen. Het ontwerp was van Bernhard Fritzen, een architect uit Kleef.
Het gebouw is tegenwoordig een gemeentelijk monument.

## Geschiedenis
Het landhuis werd in 1854-1855 gebouwd in opdracht van Bernhard Bahlmann. Dit was een van oorsprong Duitse zakenman, die zich in 1821 had gevestigd in Amsterdam. Zijn bedrijf had inmiddels dependances in tientallen steden, waaronder Nijmegen. Bahlmann huurde sinds 1841 een klein landhuisje aan de Postweg, op de plek van de latere villa Gelders Hof. Hij wilde graag vaker in deze omgeving vertoeven, en liet het landhuisje daarom vervangen door de villa.
Het Gelders Hof bleef gedurende enkele generaties in het bezit van de familie Bahlmann. Dit veranderde tijdens de Tweede Wereldoorlog, in 1941; in april van dat jaar liet de Wehrmacht de villa ontruimen en nam er zelf haar intrek. Na de bevrijding van de Duitse bezetting in Nederland huisvestte de villa korte tijd  Britse en Canadese troepen. 
Uiteindelijk is de villa vanaf 1995 zoveel mogelijk terug in haar oorspronkelijke staat gerestaureerd. Tegenwoordig is er een zuivelbedrijf gevestigd.

## Bouwkundige kenmerken
Het gebouw is wit gepleisterd en geheel gebouwd in neoclassicisische stijl. Onder meer de levels zjjn zeer symmetrisch. De frontons zijn driehoekig. De zijgevels zijn verder voorzien van serliana's. 
In de nissen van de voor- en achtergevels zijn terracotta beelden van bekende Romeinse goden geplaatst.